# Tachebdant
Tachebdant (auch Takebdant) ist ein Dialekt des Tarifit, einer Berbersprache, die in der Rif-Region im Norden Marokkos gesprochen wird. Die Sprecher dieses Dialekts gehören überwiegend zum Berberstamm der Ichebdanen.  

## Sprachliche Merkmale
Tachebdant weist einige charakteristische phonetische Besonderheiten im Vergleich zu den anderen Tarifit-Dialekten auf:  
- Lautverschiebung von „r“ und „dj“ zu „l“: Bestimmte Laute werden im Tachebdant anders ausgesprochen als im Standard-Tarifit.

Beispiele: 
- Wörter mit „dj“ werden zu „ll“ oder „lt“: ultma statt udjma („Schwester“) 
- Wörter mit einem leichten „r“ werden zu „l“: lkursi statt rkursi („Stuhl“).  
- Lautverschiebung von „oua“ und zu „ur“: Viele Wörter, die am Ende ein ouamachen, werden im Tachebdant als ur ausgesprochen.

Beispiele: 
- thammurth statt thammouath („Boden“)
- Änderung des Wortausgangs „a“ zu „u“: Viele Wörter, die im Tarifit auf -a enden, haben im Tachebdant die Endung -u.

Beispiele:
- Nhar-u statt Nhar-a („heute“)

Diese Merkmale unterscheiden Tachebdant deutlich von anderen Dialekten des Tarifit.